# W Zaworach
W Zaworach – część wsi Potok w Polsce położona w województwie podkarpackim, w powiecie krośnieńskim, w gminie Jedlicze.
W latach 1975–1998 W Zaworach administracyjnie należało do województwa krośnieńskiego.